# Класична китайська мова
Класична китайська мова (кит.: 文言, веньянь, «літературна мова»; яп. 漢文, канбун, «ханська мова», в'єт. 字儒, чу нхо, «знаки вчених») — традиційна писемна китайська мова, що базується на граматиці й лексиці стародавньої китайської мови. Вона сильно відрізняється від сучасної китайської мови, як письмової, так і усної.
Класична китайська використовувалася в Китаї як писемна мова до початку 20 століття. Це була універсальна мова східноазійського регіону. До середини 19 століття вона відігравала роль подібну до латини у Західній Європі.

## Конспект граматики

### Ієрогліфосполучення
У класичній китайській мові немає змінюваних частин слова, закінчень і відмінків. Текст написаний ієрогліфічними знаками, кожен з яких має своє значення. Тому, для того, щоб вміти читати цією мовою, необхідні знання синтаксису. У граматиці і синтаксі класичної китайської мови зміст фрази чи речення визначає положення ієрогліфа (слова), тобто його зв'язок з іншими ієрогліфами.
У таблиці подані основні типи зв'язків між сполученнями двох знаків, які можуть зустрічатися в класичній китайській мові:
1. Підмет + присудок — «А робить В», «А є В». Однак у текстах, написаних класичною китайською, підмет часто опускається.
2. Присудок + доповнення — «робити В з А (перед А, над А, до А)», «бути В з А (перед А, над А, до А)».
3. Означення + означувальне слово — «який А?», «що за А?», «з чого зроблений А?», «як робити А?», «А-нний В» («В підпорядкований А»). У випадку, коли означувальне слово — іменник, означення є прикметником. Коли ж означувальне слово виступає дієсловом, прикметником, прислівником, означення стає прислівниковим означенням.
4. Зіставлення — «А і В», «робити і А, робити і В».
5. Вибір — «А чи В», «робити А чи робити і В».
6. Послідовність дії — «зробивши А, робити В».
7. Рівнозначність — «А=В».

Це типи зв'язків характерні для головних частин мови, таких як іменник. дієслово чи прикметник. Проте, в класичній китайській мові ще є багато допоміжних знаків, які впливають на зміст речення і мають складніші правила застосування.

#### Зразки сполучень
| №    | Тип сполучень         | Сполучення | Значення            | Пояснення і тип взаємозв'язку |
| (1)  | Іменник + Дієслово    | 日没       | сонце заходить      | Сполучення іменника «сонце» (日) і дієслова «заходить» (没). Зв'язок — «підмет + присудок». |
| (2)  | Іменник + Дієслово    | 氷解       | тане як крига       | Сполучення можна прочитати як приклад (1) — «крига (氷) тане (解)». Проте коли іменник, що знаходиться перед дієсловом, виражає стан, матеріал, спосіб чи місце, він приймає роль прислівникового означення. Зв'язок — «означення + означувальне слово».                                                                                      |
| (3)  | Дієслово + Дієслово   | 撃破       | атакувавши, розбити | Сполучення дієслів «атакувати» (撃) і «розбивати» (破). Зв'язок — «послідовність дії». |
| (4)  | Прикметник + Дієслово | 晩成       | стало пізно         | Сполучення слів «пізній» (晩) і «ставати» (成). Зв'язок — «означення + означувальне слово». |
| (5)  | Дієслово + Дієслово   | 殺傷       | убити і (чи) ранити | Сполучення слів «вбивати» (殺) і «ранити» (傷) можна прочитати як приклад (3), однак обидва знаки мають різне смислове навантаження і вказують на паралельність дії. Зв'язок — «зіставлення» або «вибір». |
| (6)  | Дієслово + Дієслово   | 傷害       | зашкодити           | Сполучення слів «ранити» (傷) і «шкодити» (害) можна прочитати як приклади (3) і (5), однак обидва знаки мають однакове смислове навантаження, тому читаються як одне складене слово. Зв'язок — «рівнозначність». |
| (7)  | Дієслово + Іменник    | 読書       | читати книгу        | Сполучення слів «читати» (読) і «книга» (書). Зв'язок — «присудок + доповнення». |
| (8)  | Іменник + Іменник     | 父母       | батьки              | Сполучення слів «батько» (父) і «мати» (母) можна читати за зразком прикладу (5) — батько і (чи) мати. Проте часто в китайській мові значення двох антонімів чи синонімів узагальнюється. Наприклад, сполучення 大小 (великий і малий) може означати «розмір», а 軽重 (легкий і важкий) — «вагу». Зв'язок — «зіставлення» і «рівнозначність». |
| (9)  | Прикметник + Іменник  | 大國       | велика країна       | Сполучення слів «великий» (大) і «країна» (國). Зв'язок — «означення + означувальне слово». |
| (10) | Дієслово + Іменник    | 流水       | вода, що тече       | Сполучення слів «текти» (流) і «вода» (水). Як і в прикладі (7) дієслово стоїть перед іменником, але значення таке як у прикладі (9). Зв'язок — «означення + означувальне слово». |
| (11) | Іменник + Іменник     | 城門       | замкові ворота      | Сполучення слів «замок» (城) і «ворота» (門). Як і в прикладі (8) присутнє поєднання двох іменників, але значення таке як у прикладі (9). Зв'язок — «означення + означувальне слово». |
| (12) | Знак + Знак           | 蒙古       | Монголія            | Сполучення слів «зазнавати» (蒙) і «старий» (古) немає смислового значення, а лише фонетичне. Китайською звучить як мунгу. Зв'язок — «передача іншомовних звуків». |
| (13) | Іменник + Іменник     | 矛盾       | протиріччя          | Сполучення слів «алебарда» (矛) і «щит» (盾) є складовими крилатого вислову з чотирьох ієрогліфів, два з яких опущені. Цей вислів означає «протиріччя». Згадування лише двох знаків з чотирьох є достатнім для передачі суті вислову. Зв'язок — «скорочений крилатий вислів».                                                                 |
| (14) | Іменник + Частка      | 決然       | рішуче              | Сполучення слів «рішення» (決) і частки стану (然), що перетворює попередній знак на прислівник. Зв'язок — «означення + означувальне слово». |

У класичній китайській мові дуже важко визначати перехідну і неперехідну форму дієслів.

### Синтаксис
Для розуміння синтаксису класичної китайської мови слід навести приклади з поясненнями.
(1) Різновид речення «А є В», «А робить В»:
- 長袖善舞，多銭善賈 — Той, хто має довгі рукави, — добре танцює; той хто має багато грошей, — добре торгує. (з 韓非子)

長袖 — ті, хто має довгі рукави (буквально «довгий рукав»)
善 — добре, вправно
舞 — танцювати
多銭 — ті, хто має багато грошей (буквально «багато монет»)
賈 — торгувати
Це речення складається з двох чотиризнакових виразів 長袖善舞 і 多銭善賈, які протиставляються один одному. 長袖 і 多銭 виступають підметами, а 善舞 і 善賈 — присудками.